# Туризм в Вологодской области
Туризм в Вологодской области подразделяется на культурно-познавательный, деловой, теплоходный, событийный, экологический туризм, экскурсии. Хорошо сохранились усадебно-парковые комплексы, позволяющие развиваться усадебному туризму.
Через область проходит туристический маршрут «Серебряное ожерелье России».

## Описание
Основная масса туристов посещает Вологду (450 тыс. человек), Кирилловский район (307 тыс. человек) и Череповец (220 тыс. человек). Вологда известна как «город, где резной палисад» — один из главных центров деревянного зодчества России, отличающийся стилевым разнообразием — от классицизма до модерна.
Ферапонтов монастырь с фресками Дионисия включён в Список всемирного наследия ЮНЕСКО. Ансамбль Кирилло-Белозерского монастыря находится в Государственном перечне особо ценных объектов культурного наследия народов Российской Федерации и является одним из наиболее посещаемых туристами мест.
15 населённых пунктов имеют яркие градостроительные ансамбли. Среди них: Вологда, Белозерск, Кириллов, Ферапонтово, Тотьма (имеющая свою собственную школу храмового зодчества) и Устюжна.
Череповец — это родина художника В. В. Верещагина и его брата Н. В. Верещагина, придумавшего рецепт вологодского масла. В их родовом поместье открыт музей. Под Череповцом находится музей поэта Игоря Северянина, а в Никольском — дом поэта Николая Рубцова.
К природным достопримечательностям относятся Дарвинский государственный заповедник, национальный парк «Русский Север». Под охраной всего находится 8 % области.
Другие достопримечательности связаны с городом Вытегра (Онежские петроглифы), в селе Сизьма и Нюксеница проводят древние духовные обряды, Устье — центр лодочного мастерства, Грязовец — старинный купеческий городок с усадьбами и старинными парками, Тарнога славится производством мёда, Никольск связан с именем писателя Александра Яшина и его «Бобришным Угором». Великий Устюг обрёл известность как родина Деда Мороза.
Выделяется этнокультурными событиями деревня Пожарище Нюксенского района. Вытегорский район обладает двумя уникальными объектами: АтЛеКа, являющимся водоразделом водных систем Атлантического океана, Северного Ледовитого океана и Каспийского моря, а также пятидесятиметровым обрывом на берегу Онежского озера Андома гора. В Вашкинском районе развивается проект «Липин Бор — царство Золотой Рыбки».
По оценке РАН (2007) наиболее развиты с точки зрения туризма Вологда, Череповец, Великоустюгский, Кирилловский, Вологодский районы; среднеразвиты Череповецкий, Тотемский, Грязовецкий и Белозерский районы; имеют низкий уровень развития Усть-Кубинский, Устюженский, Шекснинский, Сокольский, Вытегорский, Бабаевский и Чагодощенский районы; очень низким уровнем развития отмечены
Никольский, Сямженский, Харовский, Междуреченский, Вашкинский, Бабушкинский, Нюксенский, Тарногский, Кадуйский, Кичменгско-Городецкий, Верховажский и Вожегодский районы.
- Вологодское масло (имеет защищённый региональный статус)
- Вологодское кружево
- Северная чернь

## Усадебный туризм
В области сохранились восемь исторических русских усадеб:

| - Усадьба Брянчаниновых - Усадьба Несвойское - Усадьба Гальских - Дом-музей И.А. Милютина | - Дом-музей В.В. Верещагина - Усадьба Батюшкова и Куприна - Усадьба Владимировка - Усадьба Качаловых «Хвалевское» |

## Событийный туризм

### Бабаевский район:
- Межрегиональный фестиваль вепсской культуры «Древо жизни». Бабаевский район, д. Пяжозеро. Праздник-гуляние в Вепсcкой деревне на берегу легендарного озера. Вепсcкие пирги, вепсcкий фольклор, вепсcкая рыбалка и промыслы. Традиционный праздник, на который едут гости не только с Вологодской области, но и с других волостей.
- «Страна народной куклы». Бабаевский район, Тороповское сельское поселение. Сказочное шоу, встреча с целым городом народных кукол, ателье кукольных нарядов и аксессуаров, зимняя выставка кукольных домиков, дефиле живых кукол.
- Праздник «Народный травник». Бабаевский район, с. Борисово-Судское. Культурно-событийный проект с различными конкурсами (Стогометатели, Конкурс на лучший чайный сервиз, Травник Тары и т. д.), народными играми и забавами.

### Бабушкинский район
- Межрайонный творческий конкурс «Мы и космос». Бабушкинский район с.им. Бабушкина. Конкурс моделирования на космическую тематику, а также конкурс рисунков — плакатов.
- Мероприятия, посвящённые празднованию дня рождения П. И. Беляева. Бабушкинский район с.им. Бабушкина. В рамках программы научно-практическая конференция, палаточный лагерь, фестиваль детей и молодежи «Звёздный дождь», работа туристического маршрута «От сюда в космос пролегли дороги».
- Фестиваль "Спасская ярмарка". Бабушкинский район с.им. Бабушкина. Традиционно проходит Фестиваль русской песни «Костры Леденьги», открытый фестиваль — конкурс «Ваше величество бабушка», выставки народных умельцев, мастер-классы по ТНК.

### Белозерский район:
- Межрегиональный фестиваль «Былины Белоозера» в рамках празднования Дня города. г. Белозерск. Включает в себя праздник воинского мастерства «Белозерская крепость», праздник ремесел «По улице Мостовой», театрализовано-концертные выступления «Былинный город».
- Праздник рыбака «Маэкса – рыбацкое село». Белозерский район, с. Маэкса. Ежегодно в Маэксе во второе воскресенье июля празднуется День Рыбака. Это праздник для профессионалов и любителей рыбалки, для жителей и туристов. Проведение праздника призвано способствовать развитию сельского туризма, развитию комплексного туристского проекта «Государев рыбный двор», сохранению и развитию традиций рыбацкого промысла.
- Фестиваль социального документального кино памяти В.М.Шукшина «Человек в кадре». г. Белозерск. В рамках фестиваля проводятся тематические встречи с деятелями культуры и кино, демонстрация документальных фильмов кинематографистов Москвы, Санкт-Петербурга, Вологды на социально-значимые темы.
- Фестиваль "Орловские чтения памяти поэта С.С.Орлова", Август. г. Белозерск. Орловские чтения проводятся со дня открытия Дома-музея С. Орлова в Белозерске, в них по традиции принимают участие родные и друзья поэта — известные писатели, поэты, актёры, общественные деятели из разных городов нашей страны, а также жители и гости Белозерска.

### Вашкинский район:
- Праздник "День рождения Золотой Рыбки", июнь. Вашкинский район, с. Липин Бор. Межрайонный детский праздник.

### Великоустюгский район:
- Игра «Школа волшебства Российского Деда Мороза», г. Великий Устюг. Каждому гостю предложена «Зачётная книжка» с перечнем учебных дисциплин, преподаваемых на объектах показа Вотчины Деда Мороза и городских объектах туристского показа. После получения «зачётов» по всем предметам, посетителям выдаются сертификаты о прохождении «Школы волшебства» Российского Деда Мороза с присвоением звания «Начинающий волшебник» и шапка волшебника.
- Международный конкурс-фестиваль музыкально-художественного творчества "В гостях у сказки", г. Великий Устюг. Конкурс-фестиваль «В гостях у сказки» — это: — Самые яркие и талантливые артисты со всей страны и из-за рубежа; — Бесплатные мастер-классы от известных деятелей искусства и лучших преподавателей; — Компетентное жюри, которое оценивает выступления участников в 10 номинациях; — Красочный гала-концерт и церемония награждения конкурса-фестиваля; — Новые впечатления и знакомства.
- Экстрим-фестиваль в Великом Устюге, г. Великий Устюг. Экстрим-фестиваль у Деда Мороза — это ежегодный праздник технических видов спорта. На родине Российского Деда Мороза проходит Кубок России по кроссу на снегоходах, Чемпионат России по джип-триалу и Кубок Деда Мороза по кантри-кроссу. Кроме того, в рамках Экстрим-фестиваля пройдут показательные выступления мировых звезд фристайла на снегоходах. В Великий Устюг приезжают профессионалы из Швеции, США и других стран.
- Фестиваль «На полянах Деда Мороза», вотчина Деда Мороза. Всероссийский музыкальный фестиваль детского и молодёжного творчества.
- Праздник русского лаптя, июль, вотчина Деда Мороза. В первые выходные июля Дед Мороз приглашает к себе в гости на летний праздник Русского Лаптя! Много чудес готовит Волшебник для своих гостей. Лапти на Вотчине в этот день повсюду: на праздничной Тропе Сказок, на игровых лапотных полянах, на главной сцене.
- Праздник День города, Прокопиевская ярмарка, г. Великий Устюг, площадь Ленина, площадки города, Городской массовый праздник.
- Международная акция «День рождения Деда Мороза», 18.11. Великоустюгский район, вотчина Деда Мороза, праздник «День рождения Деда Мороза» проводится ежегодно 18 ноября, начиная с 2005 года. Мероприятия проходят в форме общегородского театрализованного праздника последовательно на нескольких концертных площадках, улицах и площадях. Ежегодно на праздник съезжаются сказочные герои регионов России и зарубежных стран. Кульминацией праздника становится зажжение Дедом Морозом огней на первой новогодней ёлке в городе Великом Устюге, символизирующее открытие новогоднего периода в России.

### Верховажский район:
- Межрегиональная «Алексеевская ярмарка", август. с. Верховажье. Сохранение историко-культурного наследия Верховажского края, углубление экономической интеграции и культурного сотрудничества, укрепление исторически сложившихся связей между Верховажским районом и соседними регионами.

### Вожегодский район:
- Соревнование «Кубок малыша», февраль. п. Вожега, лыжный комплекс «Еновка». Областные детские соревнования по лыжным гонкам на призы двукратной Олимпийской чемпионки А. Богалий. «Кубок Малыша» — это два дня упорной борьбы, волнующих стартов, красивых финишей, соревнования с достойнейшими противниками.

### г. Вологда:
- Межрегиональная выставка туристского сервиса и технологий гостеприимства «Ворота Севера», апрель. Выставка направлена на развитие и продвижение программ внутреннего и въездного туризма территорий Северо-Запада России, а также развитие межрегионального сотрудничества между предприятиями туристского бизнеса.
- Ежегодная Международная акция «Ночь музеев», май. Ежегодно город Вологда принимает участие в Международной акции «Ночь музеев». В программе: концерты, колокольный звон, театрализованные представления, мастер-классы, работа всех выставок и экспозиций.
- Фестиваль Театрально-концертный проект «Лето в Кремле». Традиционно каждый год с нечетной нумерацией Вологда становится центром театрального праздника, в котором принимают участие лучшие коллективы России и зарубежья, театры Вологодчины. Каждый год с четной нумерацией зрителей радуют как театральные, так и концертные выступления.
- Фестиваль «Четвертая Вологда». Фестиваль посвящён творчеству писателя Варлаама Шаламова. Одна из главных целей фестиваля — сконцентрировать внимание на примере высоконравственного поведения, образцом которого Варлаам Шаламов был на протяжении всей жизни. Фестиваль объединит разные виды искусств: кино, театр, фотографию, современное искусство.
- Международный фестиваль «Голос ремесел». На сегодняшний день «Голос ремесел» — это единственный фестиваль в России, где в семи конкурсных программах представлена полная палитра традиционных народных промыслов.
- Фестиваль «Дни архитектуры Вологды» — это, прежде всего, площадка для общения. Вокруг фестиваля собираются архитекторы, защитники наследия, городские власти, журналисты, студенты, городские сообщества".
- Международный фестиваль молодого европейского кино «VOICES». Фестиваль VOICES — Международный фестиваль полнометражных художественных фильмов, стал местом встречи для нового поколения европейских режиссёров. Фестиваль каждый год представляет работы как известных, так и начинающих кинематографистов.
- Выставка "Всемирный конгресс экслибриса в Вологде". Искусство гравированного книжного знака, или экслибрис, хорошо знакомо на Вологодчине ещё с начала XX века. Коллекция экслибриса Вологодской областной картинной галереи среди художественных музеев является одной из лучших в стране.
- Открытый фестиваль поэзии и музыки «Рубцовская осень». Фестиваль посвящён творчеству одного из самых известных поэтов Вологодчины Николаю Михайловичу Рубцову.
- Ежегодный открытый международный фестиваль мультимедийного творчества «Мультиматограф». Фестиваль «Мультиматограф» проводится в Вологде каждую весну с 2004 года. «Мультиматограф» приобрел широкую популярность в России среди профессиональных сообществ (аниматоров, клип-мэйкеров, видео-артистов), а также далеко за пределами страны. «Мультиматограф» — это место, где стоящие работы находят своего зрителя, а также это возможность для молодых авторов показать себя и свои работы, быть увиденными на большом экране, посоревноваться с профессионалами.
- Международный музыкальный Гаврилинский фестиваль. Фестиваль ведет отсчет с 1999 года. Вологодская область является родиной выдающегося композитора второй половины XX века Валерия Гаврилина — автора знаменитого балета «Анюта», вокальных и хоровых произведений, музыки к театральным спектаклям и кинофильмам. Имя Валерия Гаврилина проходит сквозной нитью через мероприятия фестиваля: концерты, в которых звучат сочинения композитора, творческие встречи, «Гаврилинский час» научно-практической конференции.
- Международная выставка-ярмарка «Российский лес». «Российский лес» — ежегодная международная выставка-ярмарка, предоставляющая продукцию, услуги и технологию для лесной, целлюлозно-бумажной и деревоперерабатывающей промышленности, а также для предприятий лесопромышленного машиностроения. Тематика выставки-ярмарки охватывает все сегменты лесопромышленного комплекса от лесовосстановления и лесопользования до полной безотходной технологии переработки древесного сырья и процессов изготовления готовых изделий из дерева и его производных.
- «Вологда – Новогодняя столица Русского Севера».

### Вологодский район:
- Традиционный «Праздник коня», д. Ерофейка праздник. Здесь собираются, чтобы увидеть красивое зрелище — соревнования русских троек, поболеть за участников гонок на спортивных мотоциклах, стать свидетелем настоящих состязаний в автогонках и традиционного конкурса самодельной техники — Шоу каракатов. Так же здесь проходят соревнования снежных драндулетов — это увлекательное веселое действо, где главным акцентом выступают самодельные транспортные средства на основе санок, ледянок, ватрушек, оформленные в оригинальных тематиках, весело под музыку спускающиеся с огромной 20 метровой горы.
- Фестиваль электронной музыки Your Extreme Sound, август. с. Стризнево, Ежегодно на территории Центра активного отдыха и туризма «Y.E.S.» Стризнево под открытым небом проходит самый громкий OPEN AIR на территории Северо-Запада России — фестиваль электронной музыки «YOUR EXTREME SOUND». На фестиваль приезжают настоящие звезды электронной музыки из топ-листа России и Мира. На одной площадке собираются лучшие хедлайнеры и поклонники электронной музыки. На территории фестиваля организована зона палаточного городка.

### Вытегорский район:
- Межрегиональный детско-юношеский фестиваль судостроения и судоходства, август. г. Вытегра. Участниками выступают команды школьников из многих регионов. Каждая команда представит презентацию своей деятельности и проведет свой мастер-класс на тему судостроения, судоходства и морской истории. В программе Фестиваля: для участников — соревнования «Школа приключений» и работа образовательного центра «Корабелы Прионежья»; для руководителей клубов — круглый стол.

### Кадуйский район:
- Областные сельские летние спортивные игры «Вологодские зори».

### Кирилловский район:
- Прусской зимы «Зимняя крепость». В программе: фестиваль снежных скульптур «Сиверские сказы», игры и развлечения, спортивные состязания, кулачные бои и молодецкие забавы, мастеровые ряды кузнецов, плотников, гончаров.
- Пасхальный фестиваль «Красная горка». Кирилло-Белозерский музей-заповедник. Возрождение любви и интереса к истории и традициям русской православной культуры, просвещение и благотворительность — главные цели пасхального фестиваля.
- Российско - китайский фестиваль русской песни. Гости Кирилло-Белозерского музея получат прекрасную возможность познакомиться поближе с культурой Китая и услышать в исполнении иностранных гостей хорошо знакомые песни.
- Фестиваль «Кирилло - Белозерская осада». Фестиваль представит русский средневековый город-крепость, жители которого сразятся в битве против польско-литовских захватчиков. Событие, давшее название фестивалю, произошло более четырёх столетий назад и сыграло значительную роль в истории России. Отважные защитники Кирилло-Белозерского монастыря не только выдержали многолетнюю осаду, но и нанесли сокрушительное поражение войскам неприятеля. Всё это и увидят гости фестиваля. Традиционно в реконструкции сражения будут задействованы артиллерия и кавалерия. Зрителей ждут показательные выступления клубов, историческое дефиле и конные турниры, а также концерт средневековой музыки.
- Межрегиональный исторический фестиваль «Сугорье». Кирилловский р-н, причал Кузино. В межрегиональном историческом фестивале «Сугорье» принимают участие клубы исторической реконструкции со всей страны. Программа фестиваля включает в себя масштабную инсценировку штурма древнерусской крепости викингами с волоком ладьи, боевой катапультой, тараном и поединком воевод. Гости фестиваля могут насладиться чарующими звуками средневековых музыкальных инструментов, почувствовать себя в роли кузнеца и гончара, пострелять из лука и арбалета, примерить кольчугу и шлем, побывать на «Княжьем дворе».

### Никольский район:
- Межрегиональная Никольская-Ильинская ярмарка, июль. Межрегиональная Никольская- Ильинская ярмарка — яркий пример возрождения исторически сложившихся традиций. Современная ярмарка — ярчайшее и самое большое событие города Никольска. Число участников праздника достигает десяти тысяч. Шестьсот торговых точек, десятки конкурсов, интерактивные мастер — классы, ретро-площадки. Никольская-Ильинская ярмарка служит развитию межрегиональных культурных связей.
- Межрегиональный фестиваль «Славяне Поюжья», август. Открытие фестиваля знаменуется театрализованным представлением у Древнего Городища и шествием творческих коллективов до Центральной площади. В рамках фестиваля работают сценические площадки и мастер — классы по исконно-русским народным творческим традициям, народному ремеслу и кухне жителей Поюжья. Проводятся песенные, вокальные конкурсы.

### Нюксенский район:
- Всероссийский фестиваль культур «Живая старина», июнь. д. Пожарище, В программе: обрядовое шествие по деревне с традиционными песнями; гуляние около качелей: пляски, хороводы, игры; торговля домашним пивом и пирогами; ярмарка изделий народно-прикладного творчества; братчина на поляне (со своим угощением).

### Сокольский район:
- Областной фестиваль национальных культур народов России "Славься, березовая Русь!", июнь. Большой праздничный концерт с приглашением творческих коллективов из районов Вологодской области с исполненинем песен и танцев разных народов России и бывшего Советского Союза, конкурс рисунков «Мой дом — моя Россия», выставка блюд национальной кухни народов России, игровые площадки с проведением традиционных игр народов России, читальный зал под открытым небом с выставкой книг и журналов разных народов России, конкурсами и викторинами.

### Тарногский район:
- Праздник-ярмарка «Тарнога – столица меда Вологодского края», август. В рамках праздника организуется выставка-продажа изделий народных и художественных промыслов, торговля продовольственными и промышленными товарами, а также фестиваль меда. Работают разнообразные игровые детские и взрослые площадки. В два дня проводится конкурс пчеловодов, ставший высоко популярным среди пчеловодов области.

### Тотемский район:
- Всероссийские Рубцовские чтения, январь. Посвящено дню рождения великого поэта Н. М. Рубцова. Работа по секциям. Встречи с творческими людьми — поэтами, исполнителями песен на стихи Рубцова, художниками.
- Праздник "День русской Америки", июль. г. Тотьма — Калифорния (США). В четвёртое воскресенье июля в Калифорнии, в Форте Росс, основанном тотьмичом Иванов Александровичем Кусковым, празднуется день Русской истории. По аналогии с этим событием тотьмичи решили добавить к череде летних праздников ещё один — День Русской Америки. Театрализованное представление, мастер-классы, телемост с Фортом Росс (Калифорния, США).
- Межрегиональный слет «Школа путешественников Федора Конюхова», август. Соревнования по спортивному ориентированию, скалолазанию, творческие конкурс.
- Фестиваль «Рубцовская осень», сентябрь г. Тотьма, с. Никольское. В рамках областного фестиваля приезд творческих коллективов в Тотьму и с. Никольское. Концертные программы.

### Усть — Кубинский район:
- Праздник лодки День Усть-Кубинского района, июль. Праздник проводится ежегодно во вторые выходные дни июля накануне Дня рыбака. Основными мероприятиями праздника являются — Устьянская Ярмарка, конкурс мастерства по изготовлению лодок, Межрегиональная Устьянская парусная регата для начинающих яхтсменов, конкурс «Устьянская уха», конкурс скульптур из песка, информационно-ознакомительная туритсская выставка и т. д.

### Устюженский район:
- Межрегиональный фестиваль кузнечного мастерства «Железное поле», август. На глазах у зрителей металл под ударами молота превращается в нехитрые гвозди, подковы, или, подчиняясь рукам мастера, изгибается в замысловатые цветочные узоры. Конкурсные работы фестиваля, как правило, становятся украшением Соборной площади города — кованый плетень с башмаками и крынками, старинный фонарь, подкованная блоха, скамейка под сказочным грибом с бабочками и улитками, и символ мира и добра — языческое солнце.

### Харовский район:
- Ежегодный «Праздник Кубенской ухи», июль. Харовский район, д. Сорожино. Праздник проходит на живописном берегу р. Сить. Гостей встречает царь Нептун со своей свитой, приглашает посетить Ярмарку и приобрести разный товар. Проводится конкурс «Сказочные звезды подводного царства». Любителей музыки и танцев приглашаем на концерт и дискотеку. Работают игровые площадки для детей и взрослых. И, конечно, угощение всех желающих ароматной ухой.

### Чагодощенский район:
- Межрайонный фестиваль «Чагода – Родина серых щей», август. Чагода была нанесена на «Вкусную карту России» как родина серых щей. Фестиваль состоит из четырёх блоков: 1 блок: творческие выступления участников фестиваля; 2 блок: конкурс кулинарного мастерства «Чагода — родина серых щей» с популяризацией традиций русской кухни, как элемента русской национальной самобытности и культуры; 3 блок: выставка-продажа предметов декоративно-прикладного творчества «Аллея мастеров» с продажей сечек и кадок для рубки крошева для изготовления щей; 4 блок: литературная выставка «Наши щи — лучше не ищи».

### г.Череповец
- VII межрегиональный фестиваль-конкурс юных исполнителей русского романса «Классические розы» имени Игоря Северянина, март. Пропаганда романса, как жанра музыкального искусства. Популяризация русских национальных традиций, певческой культуры. Выявление и поддержка юных талантливых исполнителей. Содействие росту исполнительской культуры и мастерства солистов. Популяризация творчества поэта Игоря Северянина, поддержка самодеятельных композиторов — авторов романсов на стихи поэта. Привлечение к конкурсу средств массовой информации и широких слоев населения. Участники: учащиеся и преподаватели вокальных отделений музыкальных учебных заведений Северо-Западного региона.
- Милютинские дни, апрель. Пропаганда наследия И.А. Милютина, привлечение внимания к личности и уникальному опыту И. А. Милютина. Участники: официальные лица, научные и музейные работники, преподаватели ЧГУ, горожане и гости города. Музей «Дом И. А. Милютина», Милютинская площадь
- XVI открытый фестиваль-конкурс хореографического искусства «Мир танца», апрель. Основной целью Фестиваля является развитие и пропаганда хореографического творчества всех направлений, воспитание художественного и эстетического вкуса молодежи, а также привлечение к участию в самодеятельном художественном творчестве детей и молодежи.
- «Ночь музеев», май.
- Фестиваль духовной культуры, май. Сохранение и развитие традиционной народной культуры и православной культуры, как духовной основы национального самосознания. Установление разносторонних связей и сотрудничества Русской Православной Церкви с общественными организациями, учреждениями культуры и образования, органами местного самоуправления и СМИ с целью духовно-нравственного просвещения населения.
- Фестиваль «Рок-Череповец», посвящённый Александру Башлачёву.
- Международный фестиваль молодого европейского кино «VOICES».
- Верещагинские дни, октябрь. Пропаганда наследия братьев В. В. Верещагина и Н.В. Верещагина, осмысление и оценка их деятельности, углубление знаний горожан о родном крае, его прошлом, замечательных людях Вологодчины, популяризация лучших традиций служения обществу.
- Открытый городской фестиваль традиционной народной и православной культуры «Звонница», ноябрь.

### Череповецкий район:
- Рок-фестиваль «Время колокольчиков», май. Время колокольчиков" крупномасштабный рок-фестиваль с участием музыкантов и коллективов, исполняющих качественную живую музыку, известных рок-музыкантов России, а также многочисленных поклонников самобытного творчества поэта и музыканта А. Башлачёва.
- Фестиваль цветов, август. Цели и задачи: сохранение и развитие традиций усадебной культуры, объединение людей через прекрасное, возвращение усадьбе былого очарования, привлечение новых категорий посетителей.
- Верещагинские дни, октябрь. Пропаганда наследия братьев В. В. Верещагина и Н.В. Верещагина, осмысление и оценка их деятельности, углубление знаний горожан о родном крае, его прошлом, замечательных людях Вологодчины, популяризация лучших традиций служения обществу.
- Открытый фестиваль литературного театра «КОТ- БАЮН», октябрь. Это уникальный проект в России, предполагающий показ камерных и моноспектаклей, в основе которых лежит литературный источник. Культурный проект объединяет хорошую литературу, музыку и театр. В программе принимают участие профессиональные театральные, коллективы. В рамках фестиваля проходят мастер-классы по актёрскому мастерству, сценической речи, театральной критике, конкурсы чтецов, выставки и многое другое.
- Фестиваль традиционной народной и православной культуры «Звонница», ноябрь. Цели и задачи: сохранение и популяризация местных народных традиций, приобщение подрастающего поколения к ценностям национальной культуры, возрождение и развитие духовных традиций православной культуры
- Всероссийский фестиваль театрального искусства «Золотая маска», ноябрь. Фестиваль «Лучшие спектакли „Золотой маски“ в Череповце» в шестой раз открылся в городе металлургов. С 2010 года череповчане посмотрели уже 13 спектаклей ведущих театров России, и каждому из показов сопутствовал аншлаг (билеты втрое дешевле московских).

### Шекснинский район:
- Районная ярмарка «Шексна и XXI век», июль.
- Межрегиональный фестиваль «Деревня – душа России», Комплекс мероприятий ориентирован на сохранение и популяризацию исторического и культурного наследия России. Это важно для патриотического, духовно-нравственного и гражданского воспитания личности. Данный проект включает в себя конкурсный отбор заявок участников, съезжий фольклорный праздник ярмарки-выставки, мастер-классы, концерты, праздник народного костюма, молодёжные вечёрки.

## Водный туризм
В географии водных путешествий главную роль играют реки Вологда, Сухона, Юг, Шексна, озера Кубенское, Белое, Ладожское и Рыбинское водохранилище. На 2008 год обслуживание туристов осуществляется на причалах в сёлах Ирма и Горицы, городах Вологде, Череповце и Вытегре.

## Санатории
| - Новый источник - Каменная гора | - Леденгск - Бобровниково |

## Промыслы
- Вологодское кружево
- Северная чернь
- Шемогодская резьба по бересте
- Мороз по жести
- Великоустюгская финифть

## Статистика
В области насчитывается 777 памятников истории и культуры, из них 218 объектов федерального значения, более 3500 объектов культурного наследия, работают 28 музеев (86 сетевых единиц), 5 театров, 6 концертных организаций (2010 год). Культурно-познавательный туризм в область составил 63,2 %, по служебным целям — 19,2 %, отдых в сельской местности — 12,8 %, лечебно-оздоровительное направление — 4,8 % (2011). Культурно-познавательный и деловой туризм в Вологду составляет 53 % и 43 % соответственно.
В 1986 году Вологодскую область посетил 1 млн туристов. В 2012 году — около 2 млн человек, к 2018 году планируется перейти порог в 3 млн человек.
| Год                                | 1997 | 2005 | 2006 | 2007 | 2008 | 2009 | 2010 | 2013 | 2014 | 2015 |
| ---------------------------------- | ---- | ---- | ---- | ---- | ---- | ---- | ---- | ---- | ---- | ---- |
| Количество прибывших туристов, тыс | 310  | 1045 | 1100 | 1164 | 1332 | 1360 | 1480 | 2100 | 2400 | 2700 |